# مكالمة فائتة: فاينال (فلم)
مكالمة فائتة: فاينال (باليابانية: 着信アリ) هو فيلم رعب تم إنتاجه في اليابان، صدر سنة 2006، من بطولة ماكي هوريكيتا وهو الجزء الثالث من سلسلة «مكالمة فائتة».

## ملخص القصة
رحلة ميدانية يابانية في كوريا تتحول إلى كابوس عندما تقرر فتاة الانتقام من مجموعة متنمرات عبر إرسال رسالة ملعونة لهم.

## روابط خارجية
- مقالات تستعمل روابط فنية بلا صلة مع ويكي بيانات